# البيان المغرب في اختصار أخبار ملوك الأندلس والمغرب
كتاب البيان المُغْرِب في اختصار أخبار ملوك الأندلس والمغرب من تأليف ابن عذاري المراكشي طُبع في ثلاثة مجلدات، وتُرْجم الكتاب كاملاً إلى الفرنسية، ترجمه فانيان سنة 1332هـ، 1914م. وهو من أفضل المراجع وأوثقها في موضوعه. قال في مقدمته إنه وصل في الجزء الثالث منه إلى أخبار سنة 667هـ، إلا أن المطبوع منه يقف عند سنة 460هـ. وأشار في الجزء الأول منه إلى كتاب له في تاريخ المشرق، لم يعرف مصيره.
وهو الكتاب الوحيد الذي وصلنا من تراث ابن عذاري، ومنه استقى المؤرخون ترجمة ابن عذاري الذي سكتت عنه كل كتب التراجم. وقد رجع إليه لسان الدين عدة مرات في كتابه (الإحاطة). قال الزركلي: (وهو من أعظم المراجع وأوثقها في موضوعه). لم تصلنا سوى نسخة يتيمة منه، تفرقت أجزاؤها وأوراقها في عدة مكتبات. وكان المستشرق دوزي قد طبع قديماً الجزء الأول والثاني منه. وينتهي الثاني بحوادث عام (460هـ). بينما بلغ به ابن عذاري إلى عام (667هـ) وهو كما وصفه في ثلاثة أجزاء، انظر في مقدمة الكتاب قوله: (واختصرت في الجزء الأول منه أخبار أفريقية من حين فُتحت، ثم أخبار أمرائها وولاة المروانيين، ومن قام بأمر بني العباس من بني الأغلب، وأخبار بني عبيد الله الشيعة، وأخبارصنهاجة وانتقالهم إلى المهدية، وفتنة العرب إلى أن استولى الموحدون، وأخبار المدراريين السجلماسيين، والأدارسة والبرغواطيين والزناتيين والمغراوتيين واللمتونيين. وفي الجزء الثاني خبر جزيرة الأندلس، من حين فتحت، ومن وليها لبني أمية، ثم من وليها منهم، وذكر الدولة العامرية إلى أن قامت الفتنة والطوائف. والجزء الثالث في خبر لمتونة، ثم خبر الموحدين وذكر الحفصيين والنصرية والمرينية إلى عام 667هـ). ثم عثر المستشرق بروفنسال في مكتبة صديقه العلامة (عبد الحي الكتاني) على جزء آخر مما لم ينشره دوزي (يشتمل على أخبار الأندلس، من حين انقراض الدولة الأموية إلى آخر ملوك الطوائف) ? كذا.. فنشرها وأضاف إليها أوراقاً عثر عليها في مكتبة صديقه (أبي عبد الله محمد بن علي الدكّالي السلاوي) وهي أوراق من كتاب ناقص من أوله وآخره، مجهول الاسم والصاحب، إلا أنه في أخبار ملوك الطوائف. وهذا الجزء الذي نشره بروفنسال هو الجزء الثالث من طبعة (دار الثقافة: بيروت). ثم قام الأستاذ إحسان عباس بنشر قطعة من الكتاب، تحمل رقم (الجزء الرابع) في طبعة (دار الثقافة: بيروت) وتختص بعصر المرابطين، وهي الفترة التي فقدت أكثر مصادرها الأصلية. وأضاف إلى هذا الجزء خمسة ملاحق تتصل بموضوع الكتاب.